# Močvirski osat
Močvirski osat (znanstveno ime Cirsium palustre)  je trajnica iz družine nebinovk.

## Opis
Močvirski osat zraste do 2 metra visoko. Listi so na spodnji strani dlakavi, spodnji se iztezajo po steblu. Steblo se proti vrhu razdeli, na vrhu vsake veje pa se razvije po več cvetnih koškov. Koški so majhni, v premeru merijo do 15 mm, ovojkovi listi pa se končujejo s trnom.Cvetovi so rdečevijolične barve, redkeje so lahko tudi beli. Najpogosteje to vrsto osata najdemo na mokrih travnikih, gozdnih močvirjih in vlažnih posekah od severne Evrope do osrednje Azije. Kasneje so ta osat zanesli tudi v Severno Ameriko, kjer je postal invazivna vrsta.